# Роб Гарза
Роб Гарза (англ. Rob Garza, народився 1970) — американський ді-джей, мультиінструменталіст, композитор і продюсер, співзасновник (разом з Еріком Гілтоном) гурту Thievery Corporation.

## Біографія і творчість

### Витоки
Роб Гарза народився в 1970 році в передмісті Чикаго. Виріс у Фредеріку, штат Меріленд. Вже в дитинстві він інтенсивно слухав музику. Його батько був затятим меломаном. Колекціонував записи The Beatles, The Drifters, Сема Кука, Роя Орбісона, Генрі Манчіні, Гаррі Белафонте. Мати Гарзи була з Мексики, тому її більше цікавила музика своєї країни, особливо балади. Коли сім’я переїхала до Коннектикуту, Роб пішов до однієї з найкращих шкіл у Сполучених Штатах, де електронна музика була факультативною. У віці 14 або 15 років він почав експериментувати з драм-машинами, секвенсорами, модульними синтезаторами та котушковими магнітофонами. Цей досвід привів його до електронної музики. У 16 років він побудував вдома студію звукозапису.
Після повернення до Меріленда отримав ступінь у галузі образотворчого мистецтва. Працюючи в компанії, що спеціалізується на безпеці повітряного руху та протидії тероризму, він відкрив для себе джаз і боса-нову. На початку 1990-х років він випускав техно-альбоми під назвою Juju Thievery Corporation.

### Thievery Corporation

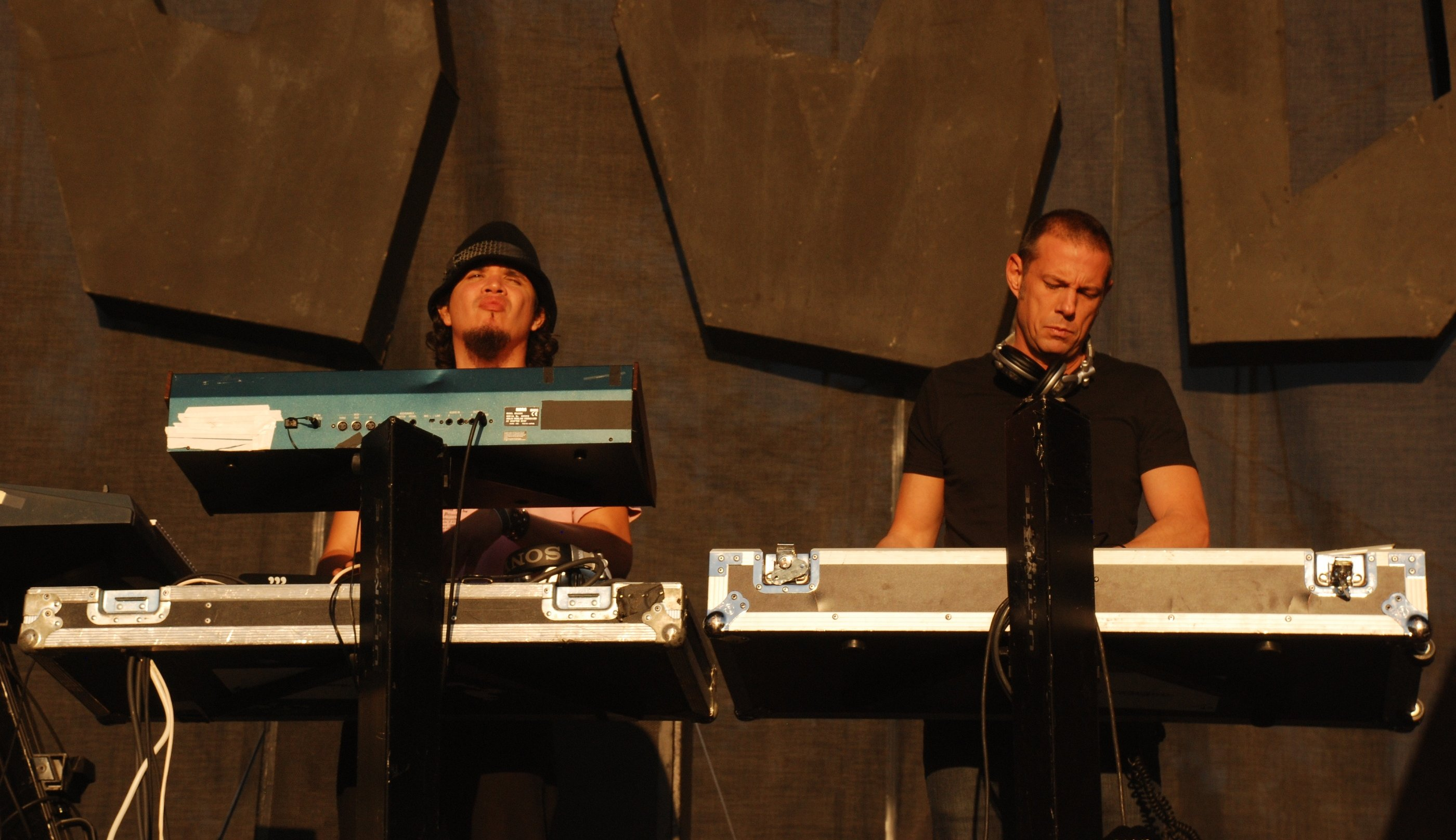
Роб Гарза та Ерік Хілтон

У 1995 році Роб Гарза познайомився з Еріком Хілтоном, також діджеєм, організатором вечірок і різноманітних музичних заходів. Це було в той час, коли їх спільний друг запросив їх у лаунж на вісімнадцятій вулиці у Вашингтоні, округ Колумбія, популярне місце зустрічі музикантів і любителів нічного життя. Після чого вони вирішили створити гурт а скоріше дует, який назвали Thievery Corporation. Гурт дебютував у 1996 році з альбомом Sounds from the Thievery Hi-Fi, присвяченим одному з майстрів боса-нови Антоніо Карлосу Жобіму. Він запропонував інструментальну музику в стилі, проміжному між тріп-хопом і есид-джазом. Гарза та Хілтон використовували такі різноманітні музичні жанри, як: спейс-рок, хіп-хоп, індійський тріп-хоп, даб, французькі пісні про кохання та шугейз, поєднуючи їх із надзвичайною цілісністю.

### Сольна діяльність та співпраця з іншими артистами

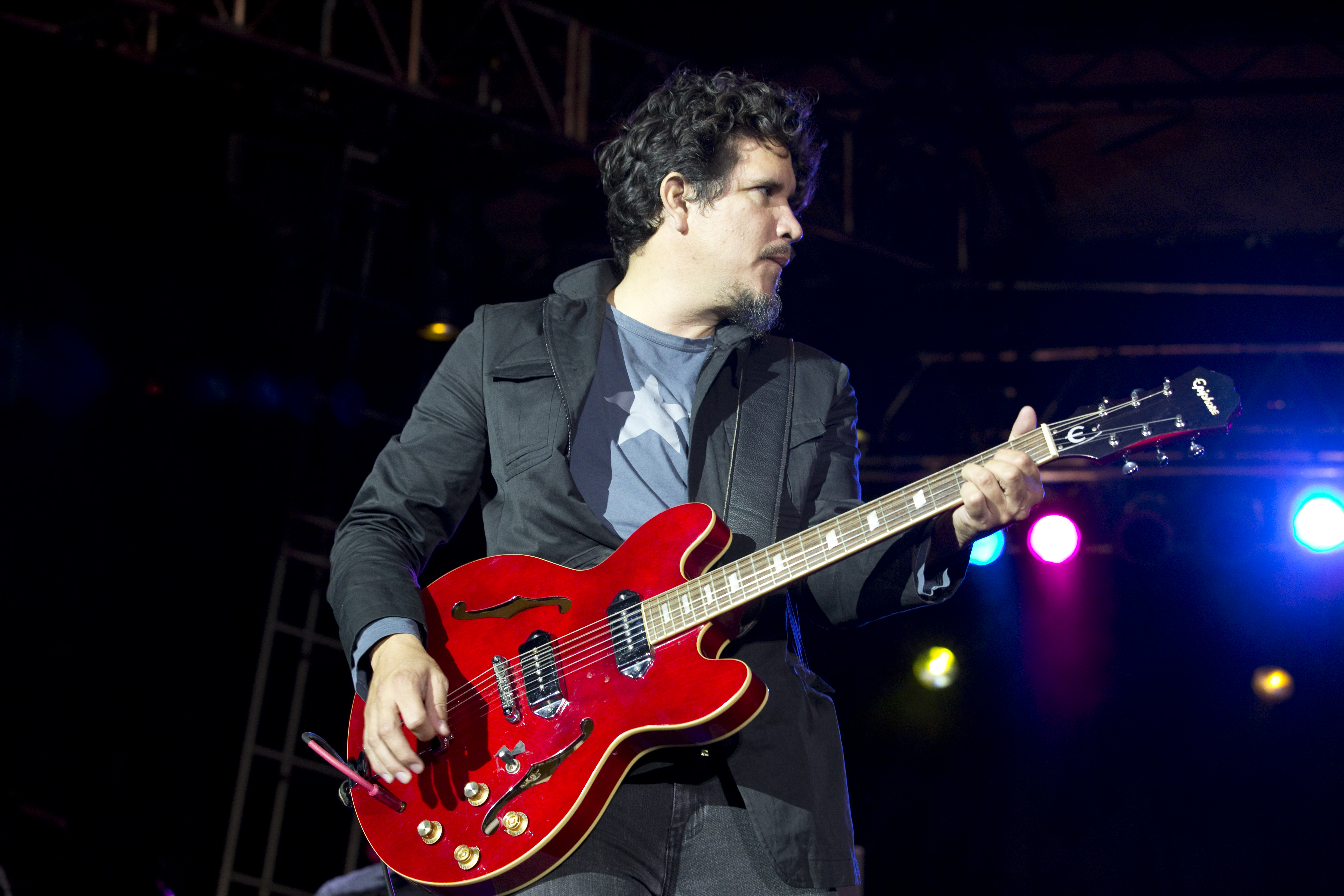
Роб Гарза (2012)

На додаток до своєї діяльності в групі, Роб Гарза також співпрацював з іншими артистами та почав записувати та випускати музику під своїм іменем. У своїх композиціях він посилався на власний попередній досвід електронної музики, поєднуючи його з добре відомими звуками Thievery Corporation.
У 2013 році він випустив альбом Remixes, до якого увійшли його ремікси на пісні виконавців, що представляють різні жанри та стилі виконання, таких як: Мігель Мігс — deep house («The System»), група Novalima — афро-перуанська електроніка («Festejo»), дует AM & Shawn Lee - латиноамериканський нео-соул ("Promises are Never Far from Lies"), Sleepy Wonder - dance ("World Citizenship"), Tycho - ембієнт ("Ascension"), Shana Halligan - електро -chanteuse («Справжнє кохання»), Gogol Bordello («Через дах і під землю»), Федеріко Обеле («No One») і перероблена пісня Thievery Corporation «Vampires». Пояснюючи специфіку свого підходу до реміксів, він зазначив, що, беручи конкретну пісню, він намагається вловити в ній щось цікаве, а потім цей елемент розвивати, створюючи таким чином нову пісню. Як приклад він навів оригінальну пісню Тайко і його ремікс, повністю відмінний від оригіналу. Пізніше того ж року Гарза співпрацював із канадським продюсером Neighbor (Метт Донсі) над випуском міні-альбому Calle Del Espíritu Santo. Натхненний духом поїздок до Мадрида, цей міні-альбому є першим у серії релізів, які є музичними спогадами.
У 2015 році Роб Гарза дебютував на ринку звукозапису з міні-альбомом Palace of Mirrors, випущеним під його власним лейблом Magnetic Moon Records. На один із записів міні-альбому «Blue Agave Fields» надихнуло виробництво мескалю, з яким артист зіткнувся під час подорожі штатом Оахака. Разом із дружнім підприємцем він замовив виробництво мескалю, який після отримання необхідних сертифікатів продаватиметься в США.

### Музичні інтереси
У вільний час Роб Гарза слухає музику таких виконавців, як Арво Пярт, Філіп Ґласс і Антоніо Карлос Жобім. Серед своїх улюблених виконавців електронної музики він назвав таких виконавців, як: Тайко, Downtown Party Network, Todd Terje та Psychemagik.